# شطيرة مفتوحة
الشطيرة المفتوحة أو الشطيرة المفتوحة الوجه، عبارة عن شطيرة عامة قد تتناول متماسكة بوساطة شريحتين من الخبز، إلا أن الشطيرة المفتوحة تتناول شريحة بشريحة، أي الشطيرة المفتوحة شريحة خبز واحدة عليها مادة أو مواد غذائية.